# Dysides obscurus
Dysides obscurus är en skalbaggsart som beskrevs av Perty 1832. Dysides obscurus ingår i släktet Dysides och familjen kapuschongbaggar. Inga underarter finns listade i Catalogue of Life.

## Bildgalleri

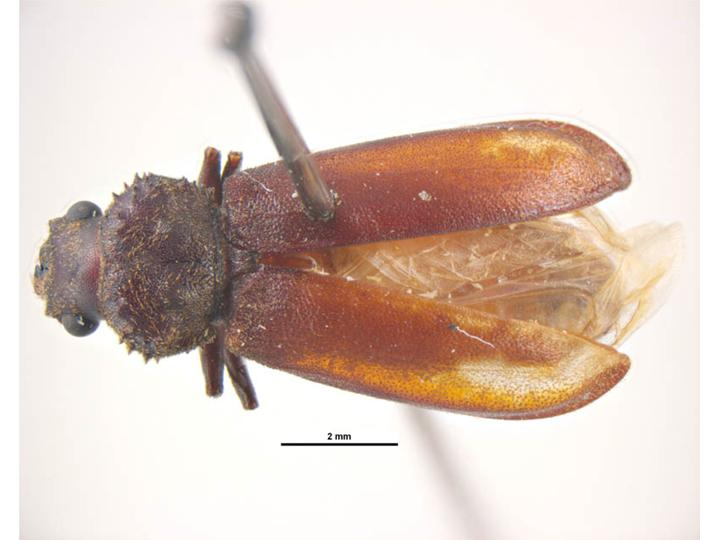